# Tanandava Sud
Tanandava Sud is een plaats en commune in het zuiden van Madagaskar, behorend tot het district Amboasary Sud, dat gelegen is in de regio Anosy. Tijdens een volkstelling in 2001 telde de plaats 1.230 inwoners.
De plaats biedt enkel lager onderwijs en beperkt middelbaar onderwijs aan. 30% van de bevolking werkt er als landbouwer, 30% houdt zich bezig met veeteelt en 30% verdient zijn brood als visser. Het meest belangrijke landbouwproduct zijn bonen, overige belangrijke producten zijn mais, zoete aardappelen en rijst. Verder is 1% actief in de dienstensector en heeft 9% een baan in de industrie.